# Powiat łapski

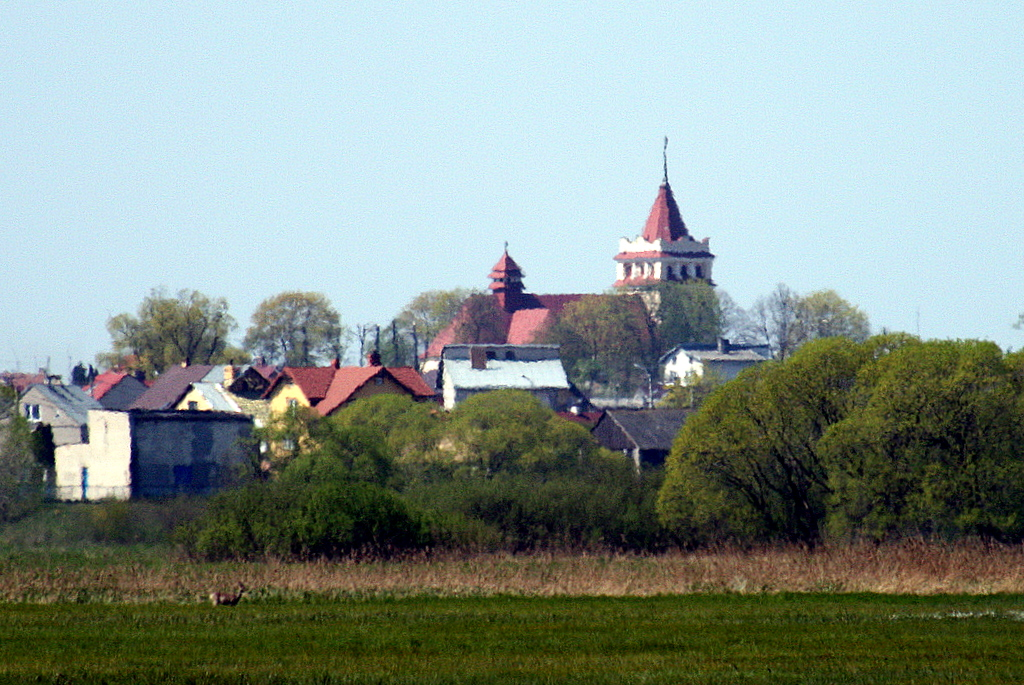
Panorama Łap

Powiat łapski – powiat istniejący w latach 1954–1975 na terenie obecnych powiatów białostockiego i wysokomazowieckiego (woj. podlaskie). Jego ośrodkiem administracyjnym były Łapy.
Powiat łapski powstał dnia 13 listopada 1954 roku w województwie białostockim, jako jeden z pierwszych powiatów utworzonych tuż po wprowadzeniu gromad w miejsce dotychczasowych gmin (29 września 1954) jako podstawowych jednostek administracyjnych PRL. Na powiat łapski złożyły się dwa miasta i 19 gromad:
- z powiatu wysokomazowieckiego:
  - miasto Łapy
  - gromady Brzozowo Stare, Dworaki-Staśki, Gąsówka-Oleksin, Kowalewszczyzna, Łupianka Stara, Pietkowo, Płonka Kościelna, Poświętne, Sokoły, Stokowisko i Truskolasy-Lachy
- z powiatu białostockiego:
  - miasto Suraż
  - gromady Horodniany (do 1955), Rynki, Trypucie, Turośń Dolna, Turośń Kościelna, Uhowo, Zawady i Zawyki

1 stycznia 1956 roku gromadę Horodniany wyłączono z powiatu łapskiego i włączono do powiatu białostockiego.
Po zniesieniu gromad i reaktywacji gmin z dniem 1 stycznia 1973 roku powiat łapski podzielono na 2 miasta i 5 gmin:
- miasta Łapy i Suraż
- gminy Łapy, Poświętne, Sokoły, Suraż i Turośń Kościelna

Po reformie administracyjnej obowiązującej od 1 czerwca 1975 roku terytorium zniesionego powiatu łapskiego zostało podzielone przez nowe (mniejsze) województwo białostockie oraz województwo łomżyńskie. Reforma administracyjna z 1999 roku powiatu nie przywróciła a były obszar powiatu przypadł powiatowi białostockiemu (łącznie z Łapami), oprócz gminy Sokoły, którą włączono do powiatu wysokomazowieckiego.